# 法国民法典
《法国民法典》（法語：Code civil des Français）又称《拿破崙法典》（法語：Code Napoléon），是法国民法的法源中最重要的一部法律。1804年的《法国民法典》曾名为《拿破崙法典》，但1870年以後，一直称之为《民法典》。

## 法典的制定
该法典是根据法国政治家拿破仑的命令，由特龙谢、马尔维尔、普雷阿默纳及波塔利斯四位法学家起草，拿破仑本人亦有亲自参与讨论和审议。於1804年3月21日正式公布，后人又称之为《拿破仑法典》。

## 法典的体系与原则

### 體系
法国民法典採用“查士丁尼《法学阶梯》”的结构体系，除序章外，有3编2,281条。三编的名称分别为：
1. 人法
2. 财产及所有权的各种形态
3. 所有权取得的各种方式

### 基本原则
1. 一切事務依循法律；
2. 民事主體平等；
3. 私有财产神圣不可侵犯；
4. 契约自由；
5. 過失责任。

## 法典的特色
该法典基于個人主义和自由平等的思想，為近代民法典的典范。其核心为所有权之絕對性、契约自由及过失责任三项原则。但随着19世纪末到20世纪经济社会的发展变化，该法典的原理也受判例和学说大幅修正，並予以部分改正及制定相應之特别法。

## 影响
法国民法典与1896年颁布之《德国民法典》是歐陸法系的两大支柱和源流。对后世的《日本民法典》、中華民國的《民法》、《中華人民共和國民法典》等很多歐陸法系国家的民法立法影響鉅大。